# Osowiec (osada leśna w powiecie łomżyńskim)
Osowiec – osada leśna w Polsce położona w województwie podlaskim, w powiecie łomżyńskim, w gminie Zbójna.
W latach 1975–1998 miejscowość administracyjnie należała do województwa łomżyńskiego.